# Barchetta

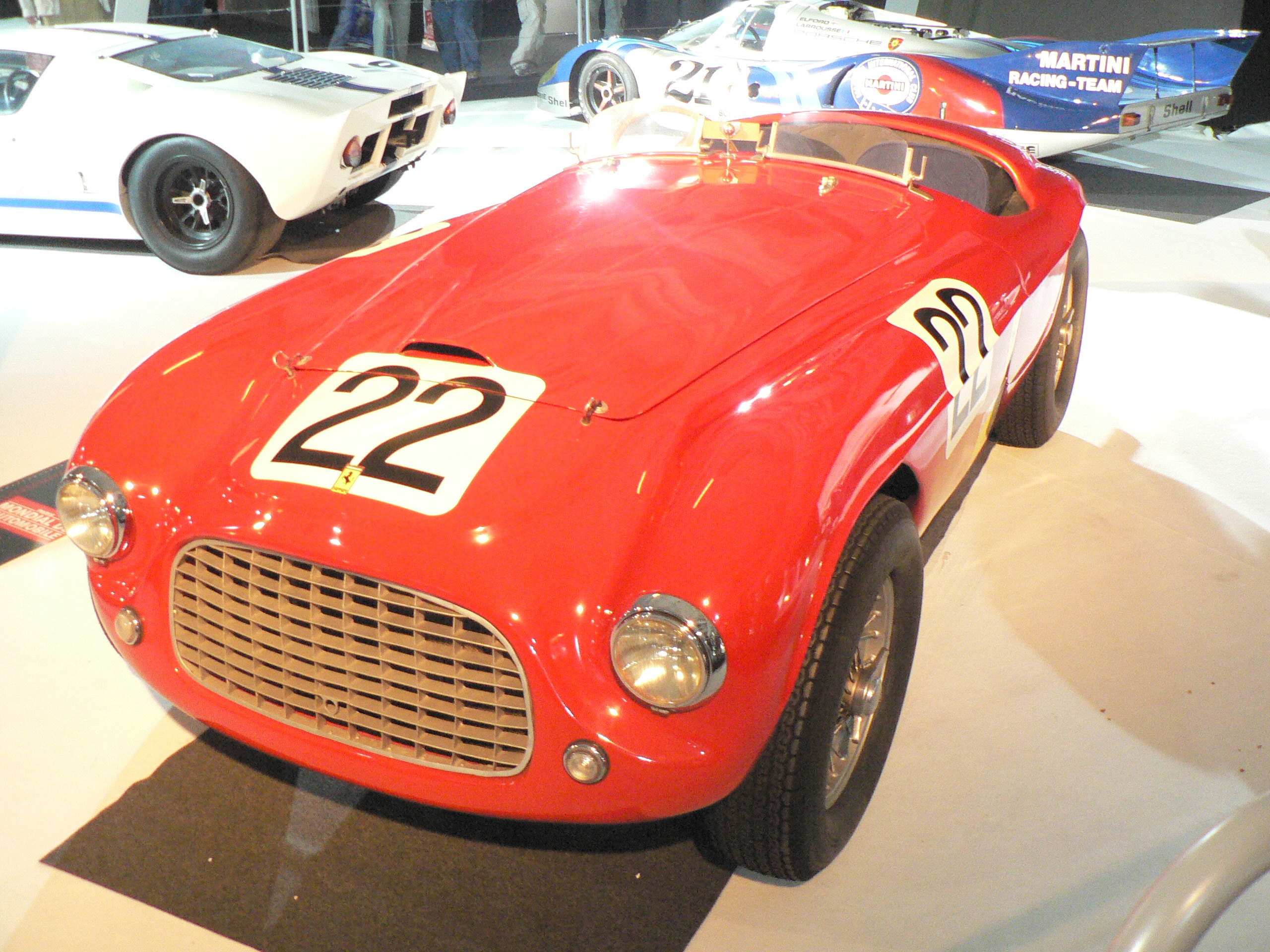
Ferrari 166MM - przykład nadwozia typu barchetta

Barchetta (czyt. barketta; włos. łódeczka) – rodzaj konstrukcji nadwozia stosowanego zazwyczaj w samochodach wyścigowych w latach 40. i 50. XX wieku. 
Silnik był umieszczony z przodu. Samochód był przeznaczony tylko dla kierowcy (wersje wyścigowe) lub dla kierowcy i pasażera (wersje typu roadster).
Nadwozie było wykonywane zazwyczaj ręcznie z aluminium. Niektóre modele nie posiadały przedniej szyby lub też posiadały tylko niewielką owiewkę.
Nadwozie typu barchetta pozbawione jest zbędnych elementów (jak np. zderzaki) celem zmniejszenia oporów powietrza. Brak jest również bagażnika. W wersjach wyścigowych nie montowano drzwi – kierowca musiał wspinać się nad boczną częścią karoserii. W innych wersjach drzwi były niewielkich rozmiarów, często bez zewnętrznej klamki.